# Marcel Péju
 (août 2021).
Marcel Péju, né le 13 octobre 1922 à Lyon (Rhône) et mort le 4 décembre 2005 au Kremlin-Bicêtre, est un journaliste et intellectuel français, secrétaire général de la revue Les Temps modernes de 1953 à 1962.

## Biographie
Fils du résistant Élie Péju, directeur du journal Franc-Tireur après la guerre, Marcel est lui-même engagé dans la résistance, dans le réseau de son père, notamment après son passage dans la clandestinité comme réfractaire au STO. Il épouse Paulette Flachat (1919-1979), journaliste et militante anticolonialiste.
De la Libération à 1950, il travaille comme rédacteur au journal Lyon Libre, dirigé par André Ferrat et Victor Fay. Puis, il s'installe à Paris, où il est journaliste à Samedi-Soir et France-Dimanche. C'est après une interview de Jean-Paul Sartre que celui-ci lui propose d'entrer à la rédaction de la revue Les Temps Modernes, dont il devient, en 1953, le secrétaire général. A ce titre, il est, avec Jean Pouillon, le principal rédacteur des éditoriaux anonymes de la revue.
Il se rapproche alors du mouvement nationaliste algérien, et notamment de l'Union démocratique du manifeste algérien et du Mouvement pour le triomphe des libertés démocratiques. Il obtient notamment le soutien de son père pour que l'imprimerie de Franc-Tireur tire le journal de ce mouvement, L'Algérie libre, lorsque celui-ci est censuré.
Il devient alors proche de Jean Rous, lui aussi rédacteur des Temps modernes, qui le convainc du rôle déterminant du FLN dans la lutte pour l'indépendance de l'Algérie. Péju adhère alors à la fédération de France du FLN : il est responsable du bureau de presse des avocats du mouvement, et rédige des articles dans le journal El Moudjahid.
Signataire du Manifeste des 121 titré « Déclaration sur le droit à l’insoumission dans la guerre d’Algérie », il est responsable du recueil des signatures et des relations avec la presse du collectif qui, autour de Dionys Mascolo, Robert Antelme et Maurice Blanchot, organise la campagne autour du manifeste.
Lors du procès Jeanson, il rédige, avec l'accord de Sartre, une lettre apocryphe authentifiée par une signature imitée par Siné, qui est lue au tribunal par un des avocats, Roland Dumas.
En novembre 1961, il fait publier dans Les Temps modernes un appel de 229 intellectuels dénonçant la répression de la manifestation du 17 octobre. Il prépare alors, avec Paulette Péju, un livre sur cet événement, mais leur éditeur, Maspero, fait finalement défaut, du fait de pressions du pouvoir algérien. L'ouvrage ne sera publié que de façon posthume, en 2011, avec une introduction et un texte original de Gilles Manceron. Le livre remporte le Prix de la Fondation Séligmann pour l’éducation contre le racisme,.
L'alignement de Péju sur la direction du FLN conduit à une rupture avec Sartre, qui, en juin 1962, le démet du secrétariat des Temps modernes, ce qui entraîne une polémique dont la revue se fait l'écho.
En février 1963, il participe avec Jacques Vergès et Gérard Chaliand au lancement du journal Révolution africaine, relais des mouvements indépendantistes et anticolonialistes du continent. Le journal échappe cependant rapidement à la direction de ses fondateurs pour passer sous la coupe de la direction du FLN, accentuant les divergences entre Péju et le gouvernement algérien. Le coup d'Etat de Boumédienne, en 1965, achève cette rupture politique.
Il reprend alors son travail de journaliste dans la presse française. A Constellation, puis Science et Vie, et tient la rubrique scientifique du Figaro littéraire. À partir de 1979, il collabore aussi avec le journal Jeune Afrique.
Il s'intéresse cependant essentiellement à la vie culturelle polonaise, ce qui le conduit à rencontrer Ludmiła Murawska (pl), qu'il épouse en 1980.